# Bulbophyllum similissimum
Bulbophyllum similissimum là một loài phong lan thuộc chi Bulbophyllum.